# Blaine, Washington
Blaine är en stad (city) i Whatcom County i delstaten Washington i USA, på gränsen till Kanada och vid Stilla havet. Orten har fått namn efter politikern James G. Blaine. Vid 2010 års folkräkning hade Blaine 4 684 invånare.
Vid gränsen finns minnesmärket Peace Arch och parken Peace Arch Park.